# Neolophonotus pegasus
Neolophonotus pegasus är en tvåvingeart som först beskrevs av Friedrich Hermann Loew 1858.  Neolophonotus pegasus ingår i släktet Neolophonotus och familjen rovflugor. Inga underarter finns listade i Catalogue of Life.